# McKenney (Virginia)
McKenney es una localidad del Condado de Dinwiddie, Virginia, Estados Unidos. Según el censo de 2000 tenía una población de 441 habitantes y una densidad de población de 179.2 hab/km².

## Demografía
Según el censo de 2000, había 441 personas, 167 hogares y 105 familias residiendo en la localidad. La densidad de población era de 179,2 hab./km². Había 183 viviendas con una densidad media de 74,4 viviendas/km². El 66,21% de los habitantes eran blancos, el 33,33% afroamericanos, el 0,23% asiáticos y el 0,23% pertenecía a dos o más razas. El 2,04% de la población eran hispanos o latinos de cualquier raza.
Según el censo, de los 167 hogares en el 26,3% había menores de 18 años, el 44,9% pertenecía a parejas casadas, el 15,6% tenía a una mujer como cabeza de familia y el 37,1% no eran familias. El 32,3% de los hogares estaba compuesto por un único individuo y el 15,6% pertenecía a alguien mayor de 65 años viviendo solo. El tamaño promedio de los hogares era de 2,43 personas y el de las familias de 3,11.
La población estaba distribuida en un 20,6% de habitantes menores de 18 años, un 7,5% entre 18 y 24 años, un 27,2% de 25 a 44, un 25,9% de 45 a 64 y un 18,8% de 65 años o mayores. La media de edad era 42 años. Por cada 100 mujeres había 105,1 hombres. Por cada 100 mujeres de 18 años o más, había 88,2 hombres.
Los ingresos medios por hogar en la localidad eran de 34.583 dólares ($) y los ingresos medios por familia eran 45.625 $. Los hombres tenían unos ingresos medios de 32.500 $ frente a los 21.250 $ para las mujeres. La renta per cápita para la ciudad era de 19.005 $. El 10,3% de la población y el 4,0% de las familias estaban por debajo del umbral de pobreza. El 6,8% de los menores de 18 años y el 15,6% de los habitantes de 65 años o más vivían por debajo del umbral de pobreza.

## Geografía
Según la Oficina del Censo de los Estados Unidos, la localidad tiene un área total de 2,5 km², todos ellos correspondientes a tierra firme.